# Nur ein Traum …
Nur ein Traum … (englisch The Edge of Dreaming ‚Die Schwelle zum Traum‘) ist ein britischer Dokumentarfilm von Amy Hardie über die „Auslegung von Träumen und deren Bezug zur Wirklichkeit“. Der Film erlebte im Dezember 2009 in den Niederlanden seine Erstaufführung. Er lief auf mehreren internationalen Festivals, darunter dem Thessaloniki Documentary Festival (19. März 2010), dem Buenos Aires International Festival of Independent Cinema (8. April 2010) und dem Edinburgh Film Festival (Juni 2010) und wurde im Dezember 2010 im deutschen Fernsehen erstmals auf dem Sender arte gezeigt.

## Handlung
Amy Hardie beschreibt darin Träume, die ihren Tod innerhalb eines Jahres nach ihrem 48. Geburtstag vorhersagen. Diese Albträume erleidet sie als Folge eines Traumas, welches sie als Folge des Todes ihres ehemaligen Ehemanns hatte. Sie glaubt daher, dass sie zukünftige Ereignisse und Entwicklungen per Traum vorhersehen zu können. Ihr Ehemann war mit 50 Jahren verstorben.
Kurze Zeit davor fand sie ihr Pferd tot vor, nachdem sie geträumt hatte, dass es gestorben war, und nimmt daher die Träume sehr ernst. Als kurz vor ihrem 49. Geburtstag bei ihr eine schwere Lungenerkrankung festgestellt wird, sucht Hardie außer allen möglichen Wissenschaftlern sogar eine Schamanin auf. Die schamanische Reise wird im Film bildlich nachgestellt.
Amy Hardie kann schließlich doch ihren 49. Geburtstag feiern. Es lässt sich nicht belegen, ob die schamanische Behandlung auch auf den körperlichen Krankheitsprozess eingewirkt hat. Es wird jedoch festgestellt, dass die Krankheit nicht weiter fortschreite, sondern sich geringfügig gebessert habe.